# Charadra ingenua
Charadra ingenua är en fjärilsart som beskrevs av Smith 1906. Charadra ingenua ingår i släktet Charadra och familjen Pantheidae. Inga underarter finns listade i Catalogue of Life.